# 孙葆洁
孙葆洁（1965年1月2日—），山西晋中人，中国足球裁判员，清华大学体育部教授，中国足球协会裁判委员会主任。

## 裁判生涯
1965年，孙葆洁出生在陕西晋中的一个体育世家，他的父亲曾是足球守门员，退役后转任体育教师兼裁判。受父亲工作影响，孙葆洁很早就爱上足球运动。孙葆洁在初中时，因为“能跑”被选入当地业余体校练习足球。父亲从小教导孙葆洁追求公平公正，这对孙葆洁的人生观有深刻影响。1982年，孙葆洁考入北京体育学院运动系，学习足球专业，和陆俊是同学。大学时，孙葆洁开始成为一名足球裁判。1984年，中国足协选派孙葆洁执法中国足协杯比赛，这是他首次执法全国大赛。1986年孙葆洁毕业后，他选择在清华任教并成为该校足球教练。在此期间，他结识了清华大学女足运动员牛洪涛，两人随后成婚。
1992年，孙葆洁通过考试，被正式评为国家级裁判。1997年，孙葆洁获得FIFA国际裁判员的资格。
孙葆洁的执法获得了中国足协和亚足联认可，曾在亚冠联赛和亚足联杯，亚足联主席杯决赛中担任主裁判。还曾在2001年世青赛阿根廷对芬兰的开幕战中担任主裁判。
2010年，孙葆洁第9次获得中国足协颁发的“金哨奖”。因为到了中国足球协会所规定退休年龄45岁，宣布退役。舆论不舍他的退役，这使得中国足球协会协会重新修订了规则，孙葆洁也在2012年再次担任裁判员。
2022年，孙葆洁任中国足球协会第11届裁判委员会主任。

## 担任主裁判的国际大赛

### 亚洲冠军联赛
- 2007年亚足联冠军联赛
  - 组F： 阿雷马足球俱乐部 vs 曼谷新闻

- 2008年亚足联冠军联赛
  - A组： 沙巴罕體育會 vs 伊蒂哈德
  - B组： 塞帕 vs 科威特竞技
  - C组： 阿尔阿赫利 vs 艾卡拉馬體育會
  - 四分之一决赛： 大阪飛腳 vs 艾卡拉馬體育會
  - 半决赛： 阿德莱德联 vs 賓約哥足球會

- 2009年亚足联冠军联赛
  - A组： 塔什干棉农足球俱乐部 vs 阿尔希拉尔
  - B组： 利雅得艾沙比足球會 vs 加拉法体育俱乐部
  - C组： 阿布扎比半岛俱乐部 vs 德黑兰独立
  - D组： 沙巴罕體育會 vs 賓約哥足球會

- 2010年亚足联冠军联赛
  - A组： 德黑兰独立 vs 阿尔阿赫利
  - B组： 賓約哥足球會 vs 伊斯法罕佐布阿汉足球俱乐部
  - C组： 艾恩足球俱樂部 vs 塔什干棉农

### 国际足联世界杯亚洲预赛
- 2002年世界杯外围赛 (亚洲区)
  - 预选赛第1轮:  印度vs  阿联酋
  - 预选赛第2轮:  泰國 vs  伊朗
- 2006年國際足協世界盃外圍賽 (亞洲區)
  - 预选赛第1轮: 第5组  阿联酋 vs  泰國、第6组  巴林 vs  
  - 预选赛最后轮: A组  科威特 vs

- 2010年國際足協世界盃外圍賽 (亞洲區)
  - 第3轮资格赛:  泰國 vs  巴林，  叙利亚 vs  阿联酋
  - 第4轮资格赛：   vs  日本， 巴林 vs  ，  vs  伊朗

### 其他国际比赛
- 麒麟杯2000:  日本 vs  玻利维亚
- 2001年國際足協世界青年錦標賽:  阿根廷 vs  芬兰
- 賀歲盃足球賽2003:  丹麦 vs  香港
- 2006年亞足聯主席盃决赛: 比什凱克多多伊足球會 vs 庫爾干秋別瓦克仕足球會
- 麒麟杯2006:  日本vs  千里達及托巴哥
- 2007年亞洲足協盃半决赛: 沙巴阿羅登足球會vs 內澤默體育會
- 2007年亞洲盃足球賽D小组:  巴林 vs
- 2010年東南亞足球錦標賽半决赛:  马来西亚 vs  越南
- 2011年亞洲盃外圍賽:  阿曼 vs
- 英超亞洲盃2009: 西汉姆联 vs 北京国安

## 脚注
1. ↑  . 中国周刊. 2011-02-10  [2023-08-27]. （原始内容存档于2023-08-27）.
2. 1 2  . 中国网.   [2023-08-27]. （原始内容存档于2023-08-27）.
3. ↑  Baojie Sun （页面存档备份，存于） worldreferee.com、2012年5月6日閲覧。
4. ↑  Baojie Sun of China to referee opening match （页面存档备份，存于） fifa.com、2001年6月15日掲載、2012年5月6日閲覧。但在这场比赛的伤停补时阶段阿根廷角球刚刚发出后，孙葆洁吹响了终场哨，结果阿根廷队头槌将球顶进大门，孙葆洁判定进球无效，引起了阿根廷球队和媒体的不满。
5. ↑  . 《球迷》报. 2011-01-03  [2023-08-27]. （原始内容存档于2023-08-27）.
6. ↑  孫葆潔獲年度中國正義人物獎：憑良心吹哨 （页面存档备份，存于） 中国評論新聞網、2011年1月28日掲載、2012年5月6日閲覧。
7. ↑  足協更改恒大申花裁判人選　孫葆潔再出山 （页面存档备份，存于） 中国評論新聞網、2012年3月30日掲載、2012年5月6日閲覧。
8. ↑  孫葆潔執法嚴格惹爭議 蒂迦納賽後疑似質疑裁判[永久] 中国新聞網、2012年3月31日掲載、2012年5月6日閲覧。
9. ↑  . 北京青年报. 2022-02-09  [2023-08-27]. （原始内容存档于2023-08-27）.